# 拉拉米耶尔
拉拉米耶尔（法語：Laramière，法語發音：[laʁamjɛʁ]）是法国洛特省的一个市镇，属于卡奥尔区。

## 地理
拉拉米耶尔（44°21'7"N, 1°52'42"E）面积22.08 平方千米，位于法国奧克西塔尼大區洛特省，该省份为法国西南部内陆省份，北起顺时针与科雷兹省、康塔爾省、阿韦龙省、塔恩-加龙省、洛特-加龍省和多尔多涅省接壤。
与拉拉米耶尔接壤的市镇（或旧市镇、城区）包括：马尔谢勒、皮拉加尔德、普罗米亚讷、皮茹尔德、维达亚克。

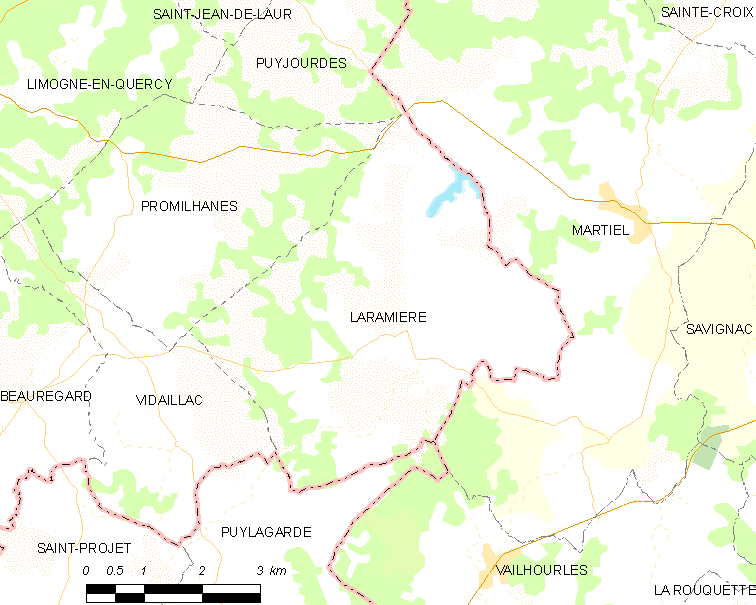
拉拉米耶尔的OSM定位图

拉拉米耶尔的时区为UTC+01:00、UTC+02:00（夏令时）。

## 行政
拉拉米耶尔的邮政编码为46260，INSEE市镇编码为46154。

## 政治
拉拉米耶尔所属的省级选区为南凯尔西边区县。

## 人口

1962-2008年间拉拉米耶尔人口变化图示

拉拉米耶尔于2022年1月1日时的人口数量为353人。